# Донггі – Сеноро – DSLNG
Донггі — Сеноро — DSLNG — газопровід на східному півострові індонезійського острова Сулавесі, споруджений в межах розробки родовищ басейну Банггай-Сула.
Традиційні райони нафтогазовидобутку Індонезії пов'язані із островами Калімантан, Суматра та Ява, що обумовлювало відсутність на Сулавесі відповідної інфраструктури. Втім, бажання залучити в розробку ресурси газових родовищ Матіндок (відкрите у 1988 році), Сеноро (1999), Донггі (2001) викликало до життя проект заводу зі зрідження природного газу Донггі-Сеноро ЗПГ, який став до ладу у 2015 році.
Доставку на завод газу організували за допомогою трубопровідної системи, яка має дві основні ланки:
- від установки підготовки родовища Донггі до вузла підключення установки підготовки Сеноро довжиною 35 км та діаметром 400 мм;
- від вузла підключення Сеноро до заводу Донггі-Сеноро ЗПГдовжиною 27 км та діаметром 750 мм. До цього відтинку перемичкою довжиною 1 км та діаметром 400 мм також підключена установка підготовки Матіндок.
Окрім подачі ресурсу на завод зі зрідження трубопровід також транспортує сировину для заводу з випуску аміаку компанії Panca Amara Utama, що став до ладу в 2018 році.